# Lac de Chermignon
Lac de Chermignon là một hồ chứa nước trong đô thị Lens, ở bang Valais, Thụy Sĩ. Hồ có diện tích bề mặt là 2,1 ha và thể tích 130.000 m³.